# Frederic Charles Fraser
Frederic Charles Fraser (* 15. Februar 1880; † 2. März 1963) war ein englischer Entomologe und insbesondere Odonatologe. Überwiegend arbeitete er am Natural History Museum in London, wo auch seine Sammlung aufbewahrt wird. Er beschrieb 462 neue Libellenarten; davon sind heute noch 333 anerkannt. Auch beschrieb er 49 neue und noch heute benutzte Gattungen. Zu seinen Ehren wurden 18 Arten benannt. Des Weiteren war Fraser Mitglied der Royal Entomological Society.

## Referenzen
- Joachim Hoffmann: 2013 - Das Gedenkjahr an große Odonatologen. In: Libellennachrichten. Nr. 31, 1. Februar 2014, ISSN 1437-5621, S. 6–10.
- Vincent Brian Wigglesworth: The president's remarks. In: Proceedings of the Royal Entomological Society of London,. Band 28, Nr. 11, März 1964, S. 57–59, doi:10.1111/j.1946-150X.1964.tb00312.x.

| Personendaten    | Personendaten                                      |
| ---------------- | -------------------------------------------------- |
| NAME             | Fraser, Frederic Charles                           |
| KURZBESCHREIBUNG | englischer Entomologe und insbesondere Odonatologe |
| GEBURTSDATUM     | 15. Februar 1880                                   |
| STERBEDATUM      | 2. März 1963                                       |